# 194 Prokne
Procne o 194 Prokne è un asteroide della fascia principale del diametro medio di circa 168,42 km. Scoperto nel 1879, presenta un'orbita caratterizzata da un semiasse maggiore pari a 2,6177396 UA e da un'eccentricità di 0,2358689, inclinata di 18,48447° rispetto all'eclittica.
Il suo nome è dedicato a Procne, nella mitologia greca sorella di Filomela e figlia di Pandione, re di Atene.